# Kastell Pinoasa
Das Kastell Pinoasa ist ein inzwischen abgegangenes, römisches Auxiliartruppenlager auf dem Gebiet des Dorfes Pinoasa in der Gemeinde
Câlnic, die im rumänischen Kreis Gorj liegt. Das Gebiet befindet sich im Norden der Kleinen Walachei.

## Lage
Das Kastell befand sich ein wenig nordöstlich des Dorfes, am westlichen Ufer des Flusses Jiu. Die Aufgabe der Garnison bestand vermutlich in der Kontrolle des Flusses sowie der parallel zu diesem verlaufenden Römerstraße.

## Forschungsgeschichte
Das Kastell wurde Ende der 1950er, sowie in den 1970er und 1980er Jahren zwar mehrfach von verschiedenen rumänischen Archäologen beschrieben, aber kaum ernsthaft wissenschaftlich untersucht.

## Archäologische Befunde
Das Kastell Pinoasa war ein Holz-Erde-Lager von annähernd rechteckigem Grundriss mit abgerundeten Ecken in der typischen Spielkartenform. Bezüglich seiner Größe gibt es in der Literatur Differenzen. Während Nicolae Gudea den Grundriss mit 110 m mal 150/170 m, was annähernd 1,76 Hektar entspricht, wahrscheinlich korrekt beschreibt, werden bei Matei Dan Abmessungen von 150 m mal 170 m angenommen, was einen nahezu quadratischen Grundriss bedeuten würde und zudem die unwahrscheinliche Fläche von 2,5 Hektar ergäbe.
Nach Gudea konnte als einzige Bauphase ein Holz-Erde-Lager festgestellt werden. Es besaß einen rechteckigen Grundriss von 120 m mal 150 m/170 m, was einer Fläche von grob 1,8 Hektar entsprach. Mit seinen Seiten war es in die Himmelsrichtungen orientiert. Es wurde von einer sieben Meter breiten und hohen Holz-Erde-Mauer umgeben, vor der ein einfacher Graben verlief. An den Schmalseiten konnten die Spuren von Toren festgestellt, sie werden aber auch für die Längsseiten angenommen. Das Lager wurde vermutlich unter Trajan in der Zeit der Eroberung Dakiens gegründet. Es war Bestandteil des Dakischen Limes und gehörte administrativ zur Provinz Dacia inferior, später, falls es so lange existiert haben sollte, zur Dacia Malvensis. Über die Besatzung und das Ende des Kastells ist nichts bekannt.
Inzwischen ist das Kastellareal bedingt durch den Tagebau des benachbarten Bergwerkes Bazinul Minier Rovinari (Rovinari Kohlenmine) völlig zerstört.